# Айттинг
Айттинг (нем. Eitting) — община в Германии, в земле Бавария.
Подчиняется административному округу Верхняя Бавария. Входит в состав района Эрдинг. Подчиняется управлению .  Население составляет 2415 человек (на 31 декабря 2010 года). Занимает площадь 35,63 км².
Коммуна подразделяется на 4 сельских округа.